# About a Burning Fire
About a Burning Fire é o quarto álbum de estúdio da banda Blindside, lançado a 24 de Fevereiro de 2004.
O disco teve a participação especial de Billy Corgan na faixa "Hooray, It's L.A.".
O disco atingiu o nº 39 da Billboard 200.
| Críticas profissionais                                                      | Críticas profissionais |
| Avaliações da crítica                                                       | Avaliações da crítica  |
| Fonte                                                                       | Avaliação              |
| --------------------------------------------------------------------------- | ---------------------- |
| Allmusic                                                                    | [ 2 ]                  |
| Jesus Freak Hideout                                                         | [ 3 ]                  |
| Esta tabela precisa de ser acompanhada por texto em prosa. Consulte o guia. |                        |

## Faixas
1. "Eye of the Storm" – 4:02
2. "Follow You Down" – 3:01
3. "All of Us" – 3:31
4. "Shekina" – 4:46
5. "Hooray, It's L.A." – 3:17
6. "Swallow" – 2:25
7. "Die Buying" – 3:18
8. "Across Waters Again" – 4:13
9. "After You're Gone" – 2:57
10. "Where the Sun Never Dies" – 4:18
11. "Roads" – 4:14
12. "About a Burning Fire" – 4:36

## Créditos
- Marcus Dahlström – Bateria
- Simon Grenehed – Guitarra, vocal
- Christian Lindskog – Vocal
- Tomas Näslund – Baixo, piano, vocal
- Billy Corgan - Guitarra em "Hooray, It's L.A."
- Emma Härdelin - Vocal em "Shekina"
- Jon Rekdal - Trompete em "Roads"
- Jen Kuhn - Violoncelo "Shekina" e "Roads"
- Neel Hammond - Violino em "Shekina" e "Roads"
- Petter Winnberg - Baixo em "Shekina"